# Love – Die schönste Geschichte
Love – Die schönste Geschichte (i. d. Schreibweise des Autors LOVE Die schönste Geschichte) ist ein Theaterstück von Alexej Schipenko. Mit ihm wurde 2008 die erste Spielzeit des Berliner Theaters Tribuene unter der künstlerischen Leitung von Anna Langhoff eröffnet. Aufsehen in der Theaterwelt erregte die Entlassung Langhoffs als künstlerische Leiterin des Premierentheaters nur zehn Tage nach der Erstaufführung der Tragödie.

## Inhalt
Das Stück bietet, obwohl dem Sprechtheater zugehörig, eine größere Anzahl musikalischer Einlagen. Inhaltlich beschäftigt sich Love mit dem Fall der Inès de Castro, von der es heißt, dass sie als Geliebte des Thronfolgers Portugals auf Befehl des Königs ermordet wurde, nach der Thronbesteigung des Sohnes von diesem aber exhumiert und in einer prunkvollen Zeremonie dennoch zur portugiesischen Königin gekrönt wurde. Der ZDF-Theaterkanal fasst die Handlung des Stücks als „Familientragödie im Spannungsfeld der Macht“ zusammen: „ein Vater, der das Glück seines Sohnes opfert und ein Thronfolger, dem die Rache das Instrument seiner Herrschaft sein wird. Auf dem Kampfplatz zwei tote Frauen - die aufgezwungene Gattin, die verbotene Geliebte. Und Rache. Leidenschaft. Wie die Hoffnung, dass Unglück nichts gilt.“
Das Uraufführungsensemble bildete die von Alexej Schipenko gegründete internationale Schauspielgruppe Berlin United Theater, die sich durch die Mehrsprachigkeit ihrer Mimen auszeichnet.

## Kritiken
Stück und Uraufführung wurden das Künstlerische betreffend unterschiedlich aufgenommen. Patrick Wildermann vom Tagesspiegel bezeichnete Love als „Gespenstersonate, reduziert, konzentriert und poesievoll“. Die Uraufführung hätte seiner Meinung nach „grandiose Bilder“ und „ein starkes Ensemble“ geboten. Ali Varli von der türkischen Zeitung Hürriyet sah gleichsam positiv rezensierend „das Außerordentliche des Stückes“ darin, „dass die Darsteller/innen von Zeit zu Zeit in Ihren eigenen Muttersprachen Ihren Rollen Stimme verleihen“, was das Publikum in einer Szene regelrecht „verzaubert“ hätte. Die Berliner Morgenpost fand hingegen gerade in der Mehrsprachigkeit des Stücks vielmehr Anlass für „europäisch-afrikanisch-koreanische Kulturverwirrungen“ und wies darauf hin, dass man lieber „von der hervorragenden Belhe Zaimoğlu (in der Rolle der Inès) mehr gehört“ hätte. Lena Schneider (Nachtkritik) konstatierte ein „bei aller lebensbejahenden Thematik und bildstarken Umsetzung sperriges Stück Theater“, „eine Mischung aus leicht inszeniertem Alltagsgebrabbel und Geschirrgeklapper einerseits – und stilisiertem, steif bis melodramatischem Erzählduktus andererseits“ und fand dann 'die Alltäglichkeit dazwischen, das Geklimper auf dem Klavier, das Geplantsche in der Wanne, das Fluchen, Wüten und Beten auf dänisch, koreanisch, französisch, suaheli und türkisch viel unterhaltsamer. Und berührender auch.' Und schloss ihren Artikel folgendermaßen: 'Es wäre ein Verlust für alle Seiten, wenn die Charlottenburger und die kulturell überfütterten Berliner Bürger überhaupt Anna Langhoffs Einladung an den ungastlichen Ernst Reuter Platz einfach ausschlügen. Die gemeinsame Suche der Wahlverwandten hat ja gerade erst begonnen.
Die Zitty wiederum entdeckte „ein ungemein spielfreudiges, starkes Ensemble, das ein immer wieder spannend vieldeutig verrätseltes Bild an das nächste reiht(...)“ und in der „hochpoetischen, überwiegend stillen Inszenierung nur in Andeutungen arbeite, die den Zeitsprung in die Moderne anlegen“ und „eine komisch kalte, letztlich märchenhafte Welt in Szene setzen: den Kosmos der Liebe und Sehnsüchte. Eine deutliche, in jedem Augenblick genaue Regiehandschrift.“ Nach der plötzlichen Kündigung Langhoffs schrieb die Zitty sogar: „Die Premiere, mit der Anna Langhoff ihre künstlerische Leitung an der tribuene eröffnete, machte uns Lust auf Weiteres. Das sieht die Geschäftsführung des Hauses wohl anders(...)“ und „trennt sich von der Dramatikerin und Regisseurin – wegen unüberbrückbarer persönlicher und künstlerischer Differenzen. Tja, wie heißt es im Sprichwort: Dem Mutigen gilt schon wenig viel, dem Mutlosen gilt alles nichts. Wir danken Frau Langhoff für ihren Mut.“

## Nachspiel
Bereits zehn Tage nach der Uraufführung des Stücks entließ das Tribuene-Theater seine neue künstlerische Leiterin wieder („unüberbrückbare künstlerische und persönliche Differenzen“ wurden als Grund für eine nicht mehr mögliche „weitere konstruktive und vertrauensvolle Zusammenarbeit“ angegeben), was einige Empörung und einen offenen Brief der Mitglieder der Gruppe Berlin United theater (Unterzeichner u. a. Tina Engel, David Bennent, Peter Schubert, Ernst Stötzner, Jean Baptiste Joly, Michael Gross, Albert Lang und Dörte Lyssewski) an die Berliner Staatskanzlei nach sich zog, in dem es hieß:
Zehn Tage nach der Eröffnungs-Premiere ‚Love – Die schönste Geschichte’ wirft ein mit jährlich 600.000 Euro staatlichen Subventionsgeldern gefördertes 300-Plätze-Theater (...) die Künstlerische Leiterin (...) hinaus, mit deren Konzept die Theater-Betreiber nicht zuletzt ihre Subvention für 2008 bekamen. (...) Mit der Künstlerischen Leitung von Anna Langhoff verband sich die Hoffnung eines gesicherten Fortbestandes dieses traditionsreichen Theaterunternehmens. Damit die Tribüne jetzt nicht zurückfällt in ihre ‚bisherige unentschiedene und vergebliche Suche nach einer klaren, auf das Publikum des heutigen Berlin abgestimmten dramaturgischen Konzeption’ (aus dem Gutachten der Kommission zur Evaluierung 2005) fordern die Unterzeichnenden eine Überprüfung der Leitungsstruktur der Tribüne und erklären, dass sie eine Tribüne unter der Künstlerischen Leitung von Anna Langhoff mit ihrer Mitarbeit unterstützen werden.

## Einzelbelege
1. ↑  Archivierte Kopie (Memento des Originals vom 13. Januar 2008 im Internet Archive)  Info: Der Archivlink wurde automatisch eingesetzt und noch nicht geprüft. Bitte prüfe Original- und Archivlink gemäß Anleitung und entferne dann diesen Hinweis.
2. ↑  Ali Varli, Hürriyet 30. Januar 2008, Übersetzung zitiert nach www.tribuene-berlin.de
3. ↑  http://www.nachtkritik.de/index.php?option=com_content&task=view&id=922&Itemid=61
4. ↑  http://www.zitty.de/liebesszenen-love-die-schonste-geschichte.html@1@2Vorlage:Toter+Link/www.zitty.de+(Seite+nicht+mehr+abrufbar,+festgestellt+im+April+2019.+Suche+in+Webarchiven) Datei:Pictogram+voting+info.svg Info:+Der+Link+wurde+automatisch+als+defekt+markiert.+Bitte+prüfe+den+Link+gemäß+Anleitung+und+entferne+dann+diesen+Hinweis.
5. ↑  http://www.mykenae.de/basis-cgi/news/index.php?id=1203417294@1@2Vorlage:Toter+Link/www.mykenae.de+(Seite+nicht+mehr+abrufbar,+festgestellt+im+April+2019.+Suche+in+Webarchiven) Datei:Pictogram+voting+info.svg Info:+Der+Link+wurde+automatisch+als+defekt+markiert.+Bitte+prüfe+den+Link+gemäß+Anleitung+und+entferne+dann+diesen+Hinweis.